# Kněževes, Blansko
Kněževes là một làng thuộc huyện Blansko, vùng Jihomoravský, Cộng hòa Séc.